# Визимьярское сельское поселение
Визимьярское сельское поселение — муниципальное образование (сельское поселение) в составе Килемарского района Марий Эл Российской Федерации. Административный центр поселения — посёлок Визимьяры.

## История
Статус и границы сельского поселения установлены Законом Республики Марий Эл от 18 июня 2004 года № 15-З «О статусе, границах и составе муниципальных районов, городских округов в Республике Марий Эл».

## Численность населения и состав поселения
В состав сельского поселения входит единственный населённый пункт — посёлок Визимьяры.
Динамика численности населения поселения:
| 2010  | 2011  | 2012  | 2013  | 2014  | 2015  | 2016  |
| ----- | ----- | ----- | ----- | ----- | ----- | ----- |
| 2100  | ↘2088 | ↘2056 | ↘2018 | ↘1952 | ↘1941 | ↘1916 |
| 2017  | 2018  | 2019  | 2020  | 2021  | 2023  |       |
| ↘1903 | ↘1887 | ↘1841 | ↘1831 | ↗1885 | ↘1867 |       |